# 청백당
청백당(히브리어: כחול לבן 카홀 라반)은 이스라엘의 중도주의 정당이다. 예시 아티드의 반(反) 네탸냐후 진영의 선두자였던 베니 간츠가 창당했다. 이스라엘 노동당과 하다쉬 등 기존 야당이 네탸냐후의 정책을 확실히 반대하지 않는다는 명목으로 창당되었다. 그러나 베니 간츠가 네타냐후 연정에 합류하겠다고 선언하고 나서 반(反) 네탸냐후 노선에서 친(親)네타냐후 노선으로 전향하였다.
청백당은 총리 임기 제한, 기소된 정치인의 크네세트 활동 금지 요구, 아랍인 등 소수자의 인권 보장, 교육 복지와 건강 관리 보험에 대한 지출 확대를 목표로 하고 있으며 장기적으로 팔레스타인과 휴전할 의지도 있다고 밝혔으나, 4월 네타냐후 연정과 협력한 이후 팔레스타인과 아랍인에 대해 강경한 노선으로 바뀌었다. 심지어 베니 간츠 청백당 대표가 베냐민 네타냐후 총리의 리쿠드당 연정에 합류하겠다고 선언하고 나서 예시 아티드, 텔렘은 청백당에서 탈퇴를 선언하고 공동 명단과 연대함에 따라 리쿠드와 함께 강경 노선을 취하고 있다.
2021년 네타냐후 연립 내각이 예산안 문제로 붕괴 위기에 처하자 야미나 등과 협력을 시도하여 예산안 통과를 독려하였지만 결국 실패하고 4번째 조기 총선에 들어갔는데, 총선 결과 샤스에 이어 4위를 차지하였지만 이스라엘 노동당과 예시 아티드 등에 의한 반(反) 네탸냐후 진영에 의석을 빼앗기고 4석을 잃었다.
2021년 6월 2일 청백당은 예시 아티드, 이스라엘은 우리의 집, 이스라엘 노동당, 새희망당, 야미나, 통합 아랍 명부가 이른바 무지개 내각을 구성함에 따라 약 15년 간 집권하였던 네탸나후 총리를 실각시킬 수 있었다.